# Se gennem Aske
Se gennem Aske er en dansk dramafilm fra 2025, der er instrueret af Ludvig Christian Næsted Poulsen. Filmen er hans instruktørdebut. Han er desuden filmens manuskriptforfatter. Filmen handler om den unge homoseksuelle studerende Christian, der forsøger at komme sig over sin første store kærlighed, Aske.
Filmen fik verdenspremiere ved Queer Screen’s 32. Mardi Gras Film Festival i Sidney i Australien i februar 2025. Den får dansk biografpremiere 18. september 2025, men de københavnske biografer Gloria og Empire Bio gav den forpremiere i august 2025 i anledning af årets Copenhagen Pride, hvor de to biografer viste hver deres kavalkade af film med et LGBTQ-tema.

## Handling
Christian er en ung homoseksuel studerende i 20’erne. Han forsøger at komme sig over hjertesorgen fra sin første store kærlighed, Aske. Han bruger dating-apps i en stadig jagt på nye seksuelle oplevelser i et forsøg på at finde en erstatning for det savn, Aske har efterladt hos ham. I filmen møder man således fem forskellige af Christians dates. Da han pludselig genkender Aske på sin app, tager filmen en mørkere drejning.

## Medvirkende
- Rex Leonard som Christian
- Laura Bach som Christians mor
- Lior Cohen som Aske
- Marie Askehave som Askes mor
- Mario Aleksander Kojas Bøckman som Filip (date nr. 1)
- Kristoffer Eriknauer som Alfred (date nr. 2)
- Alexander Bryld Obaze som Carl (date nr. 3)
- Søren Mingon som Villads (date nr. 4)
- Jonas Kristensen som Mathias (date nr. 5)